# Erateina lineata
Erateina lineata là một loài bướm đêm trong họ Geometridae.